# Zapovednik Dzjoegdzjoerski
Zapovednik Dzjoegdzjoerski (Russisch: Джугджурский государственный природный заповедник) is een strikt natuurreservaat gelegen in de kraj Chabarovsk van het Russische Verre Oosten. De oprichting tot zapovednik vond plaats op 10 september 1990, per decreet (№ 355/1995) van de Raad van Ministers van de Russische SFSR. Zapovednik Dzjoegdzjoerski bestaat uit drie verschillende clusters met een gezamenlijke oppervlakte van 8.599,76 km², waarvan 537 km² in de Zee van Ochotsk ligt. Ook werd er een bufferzone van 3.525 km² ingesteld. De oprichting van het reservaat vond plaats om de bergtaigacomplexen in het gebied en de aanliggende delen van de Zee van Ochotsk te beschermen.

## Kenmerken
Zapovednik Dzjoegdzjoerski is zeer bergachtig en valt binnen het Dzjoegdzjoergebergte, waar langs de kust een grote laarlijkse hoeveelheid neerslag valt. Dit zorgt ervoor dat de kustgebieden grotendeels bebost zijn, met de jezospar (Picea jezoensis) en Aziatische lariks (Larix dahurica) als dominante soort. De binnenlandse delen kennen echter een sterk continentaal klimaat. Hier zijn de Siberische lariks (Larix sibirica) en Siberische spar (Picea obovata) dominant. Verder wordt gebied doorkruist door een groot aantal rivieren en beken. In de hoger gelegen delen is bergtoendra te vinden.

## Dierenwereld
Langs de rivieren Lantar en Aldoma kan van half juli tot september de migratie van de roze zalm (Oncorhynchus gorbuscha), chumzalm (Oncorhynchus keta) en kisutchzalm (Oncorhynchus kisutch) worden bekeken. Interessante zoogdieren in het gebied zijn onder meer de bruine beer (Ursus arctos), ochotsksneeuwschaap (Ovis nivicola alleni), eland (Alces alces), sabelmarter (Martes zibellina) en veelvraat (Gulo gulo). In de kustwateren leven vooral zeehondachtigen, waaronder de baardrob (Erignathus barbatus), ringelrob (Pusa hispida) en larghazeehond (Phoca largha). Enkele vogelsoorten die hier voorkomen zijn het moerassneeuwhoen (Lagopus lagopus), rotsauerhoen (Tetrao parvirostris) en ruigpootbuizerd (Buteo lagopus).